# François Wesemael
François Wesemael, né à Saïgon en Indochine française le 20 janvier 1954 et mort à Montréal le 28 septembre 2011, est un astrophysicien canadien spécialiste de la modélisation des atmosphères stellaires.

## Biographie
Sa thèse de doctorat, intitulée Atmospheres for Hot, High-Gravity Pure Helium Stars , a été menée à l'Université de Rochester, sous la supervision de Hugh M. Van Horn et de Malcolm P. Savedoff. Il a été professeur au département de physique de l'Université de Montréal pour la majeure partie de sa carrière.
Spécialiste de la modélisation des atmosphères stellaires, ses principales contributions ont porté sur l'analyse d'abondances des photosphères d'étoiles sous-naines et des naines blanches, sur l'évolution spectrale des naines blanches et sur l'astéroséismologie de ces cadavres stellaires.
À partir du milieu des années 2000, ses travaux de recherche se sont progressivement réorientés vers l'histoire des sciences, ses champs d'intérêt étant le développement de l'astronomie et de l'astrophysique aux XIXe et XXe siècles, ainsi que l'élaboration et le partage des connaissances au XVIIe siècle.
Ses talents de communicateur et de vulgarisateur lui ont permis de se démarquer tout au long de sa carrière d'enseignant, de communicateur public et de superviseur de projets de recherche.

## Honneurs
- 1992 - Médaille commémorative Rutherford de la Société royale du Canada[3].
- 1988 - Médaille Herzberg de l'Association canadienne des physiciens[4].

## Ouvrages de vulgarisation
- 2006 - Profession astronome, Les presses de l'Université de Montréal